# Calantica cerasifolia
Calantica cerasifolia är en videväxtart som först beskrevs av Étienne Pierre Ventenat, och fick sitt nu gällande namn av Louis René Tulasne. Calantica cerasifolia ingår i släktet Calantica och familjen videväxter. Inga underarter finns listade i Catalogue of Life.